# Simon XX Yohanan
Simon XX Yohanan ou Yonan (Yuna) Shimun XVIII, ou bien Shemʿon XVI Yoḥannan fut patriarche de l'Église apostolique assyrienne de l'Orient de 1780 à 1820.